# Seznam elektráren v Praze
Seznam elektráren v Praze obsahuje elektrárny založené v Praze a obcích sousedních, které byly později k Praze připojeny. Seznam nemusí být úplný.

## Elektrárny

### Tepelné
- Elektrárna Holešovice – Partyzánská, parní elektrárna (zaniklá)
- Elektrárna Karlín – Pernerova 378/31, parní elektrárna (zaniklá)
- Elektrárna Libeň – Švábky, parní elektrárna (zaniklá)
- Elektrárna Smíchov – Svornosti čp. 952 a 3199, parní elektrárna (zaniklá)
- Elektrárna Žižkov – Koněvova, parní elektrárna (zaniklá)

### Vodní
- MVE Hostivař – malá vodní elektrárna, 0,019 MW[1]
- MVE Modřany – malá vodní elektrárna, 3 × 0,550 MW[2]
- MVE Štvanice – malá vodní elektrárna, 3 × 1,890 MW[2]
- MVE Těšnov – malá vodní elektrárna (zaniklá)
- MVE Troja – malá vodní elektrárna, u velínu jezu, 2 × 1,090 MW
- MVE Podbaba – malá vodní elektrárna, při plavební komoře, 2 × 0,648 MW[2]

### Kombinované
s kogenerační jednotkou
- Elektrárna Jinonice – při továrně Walter a.s., (zaniklá)
- Elektrárna Malešice – při malešické spalovně, parní elektrárna